# Parque nacional del mar de Frisia hamburgués
El parque nacional del mar de Frisia hamburgués (en alemán, Hamburgische Wattenmeer) es un enclave marítimo de la ciudad-estado de Hamburgo en el norte de Alemania, ubicado en el estuario del Elba en el mar del Norte (außenelbe), a unos 12,5 km al noroeste de Cuxhaven, Baja-Sajonia. Esta parte del mar de Frisia se encuentra dentro de la superficie del parque nacional del mar de Frisia de Baja Sajonia e incluye las islas de Neuwerk, Scharhörn y Nigehörn. Está formado principalmente por arena y lodos mixtos con arroyos superficiales, barras de arena (Plaaten) y las tres islas de duna.

## Parque nacional
De acuerdo con una norma del Parlamento de Hamburgo del 9 de abril de 1990 la zona fue reclasificada como el Parque nacional del mar de Frisia hamburgués. El 5 de abril de 2001 la ley fue actualizada y como resultado de ello, el área del parque nacional fue ampliada.
El área total del parque nacional (Zonas 1 y 2) es 13 750 hectáreas. Las áreas de la Zona 1 están bajo una protección especial. Así, por ejemplo, senderismo por el lodo y montar a caballo o en carro solo está permitido en unas rutas predeterminadas.
Dentro del parque nacional hay alrededor de 2000 especies animales, de las que alrededor de 250 solo se encuentran en las marismas saladas del mar de Frisia. De particular interés son la foca común y la foca gris. Debido al influjo natural de sedimentos, hay una alta concentración de comida para los peces jóvenes y las aves marinas en la desembocadura del Elba. El parque nacional es por lo tanto un área importante para que las aves marinas descansen y muden.
Por ejemplo, los tarros viven de los caracoles que se encuentran a cientos de miles en la superficie de los lodos. Las aproximadamente 180 000 aves de la población de tarros occidental pasa también su período de muda de julio a septiembre en el mar de Frisia, que está protegido por los tres parques nacionales de los estados de Baja Sajonia, Schleswig-Holstein y Hamburgo. Alrededor de 200 000 eideres también pasan su estación de muda aquí; alrededor de mil parejas de eideres también usan las marismas del mar del Norte como zona de cría. La mayor parte de ellos se reproducen en la isla de Amrum.
Al mismo tiempo, el mar de Frisia es un lugar de descanso para aves reproductoras de climas septentrionales que consumen las reservas de grasa que necesitan para una reproducción exitosa. Como resultado, hay alrededor de 10 a 12 millones de limícolas, gansos, patos y gaviotas en el mar de Frisia en su conjunto.
El parque trabaja estrechamente con la sociedad Jordsand (Verein Jordsand) especialmente en el área de la conservación de las aves.

## Reserva de la biosfera
Desde 1992 el parque nacional ha sido también seleccionada como una reserva de la biosfera, algo que incrementa la importancia del parque, porque desde entonces ha sido colocado bajo protección internacional de acuerdo con el programa de la Unesco, "Hombre y Biosfera". La administración del parque nacional es responsable del cuidado de la reserva de la biosfera y sus aspectos nacionales.

## Direcciones

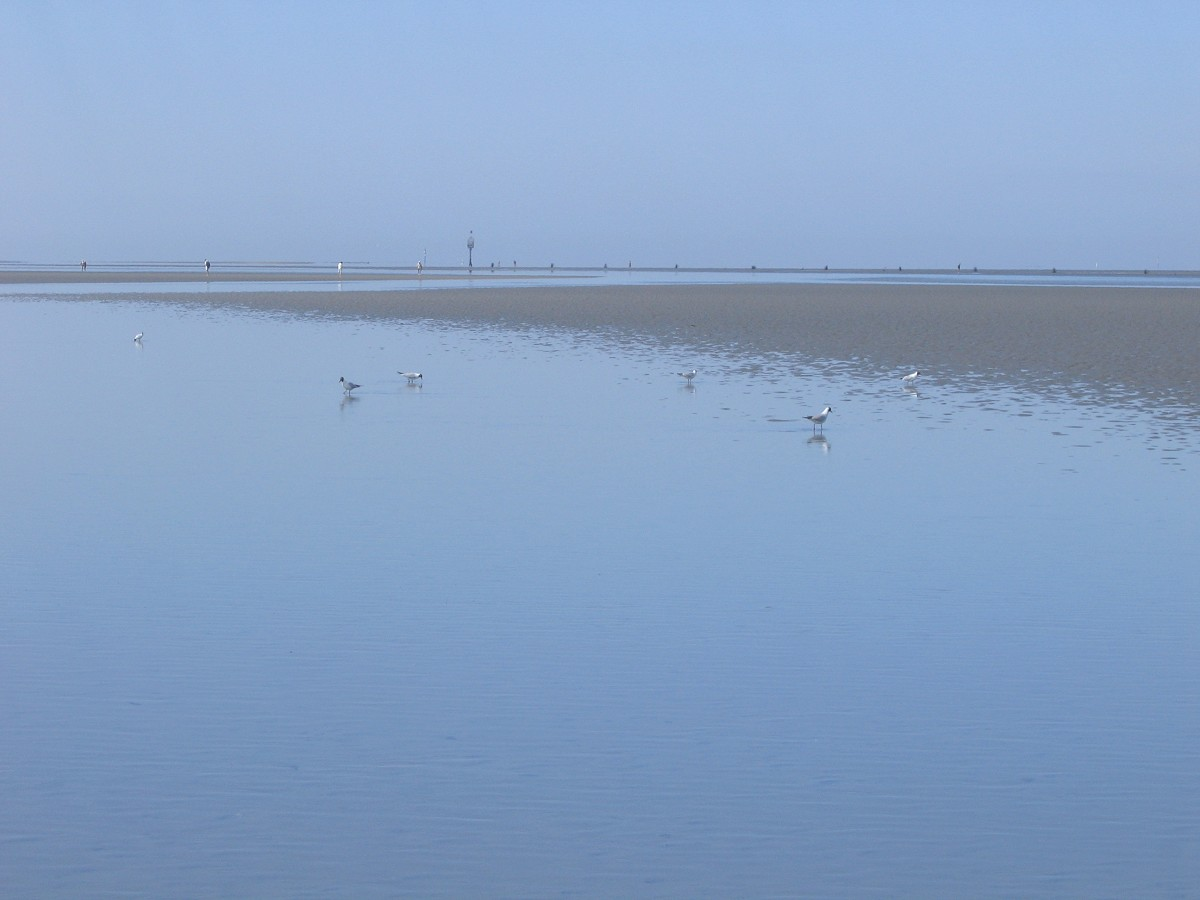
El mar de Frisia cerca de Duhnen.

Nationalpark Hamburgisches Wattenmeer
Nationalpark-Station Neuwerk, Turmwurt
D - 27499 Insel Neuwerk
Tel.: 04721 / 69271
y
Behörde für Stadtentwicklung und Umwelt
Nationalpark-Verwaltung Hamburgisches Wattenmeer
Stadthausbrücke 8
D - 20355 Hamburgo
Tel.: 040 / 42840 - 3392

## Filmografía
- Im Nationalpark Wattenmeer. Documentary, 45 min., Deutschland, 1998, by Jens-Uwe Heins and Michael Sutor, Production: Komplett-Media-GmbH, Grünwald (ISBN 3-89672-492-4), Short description by ARD